# Sauza

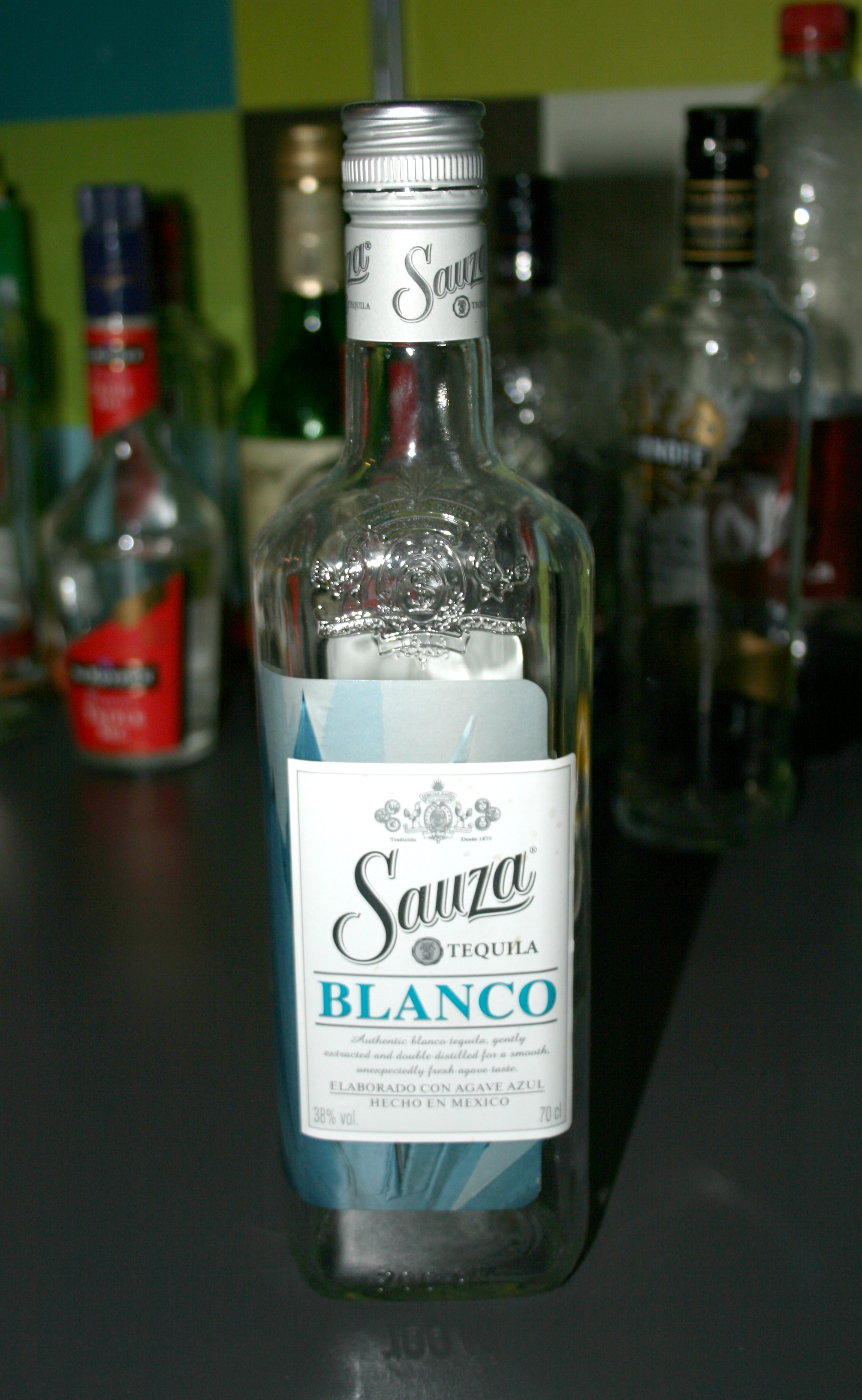
Een fles Sauza Blanco

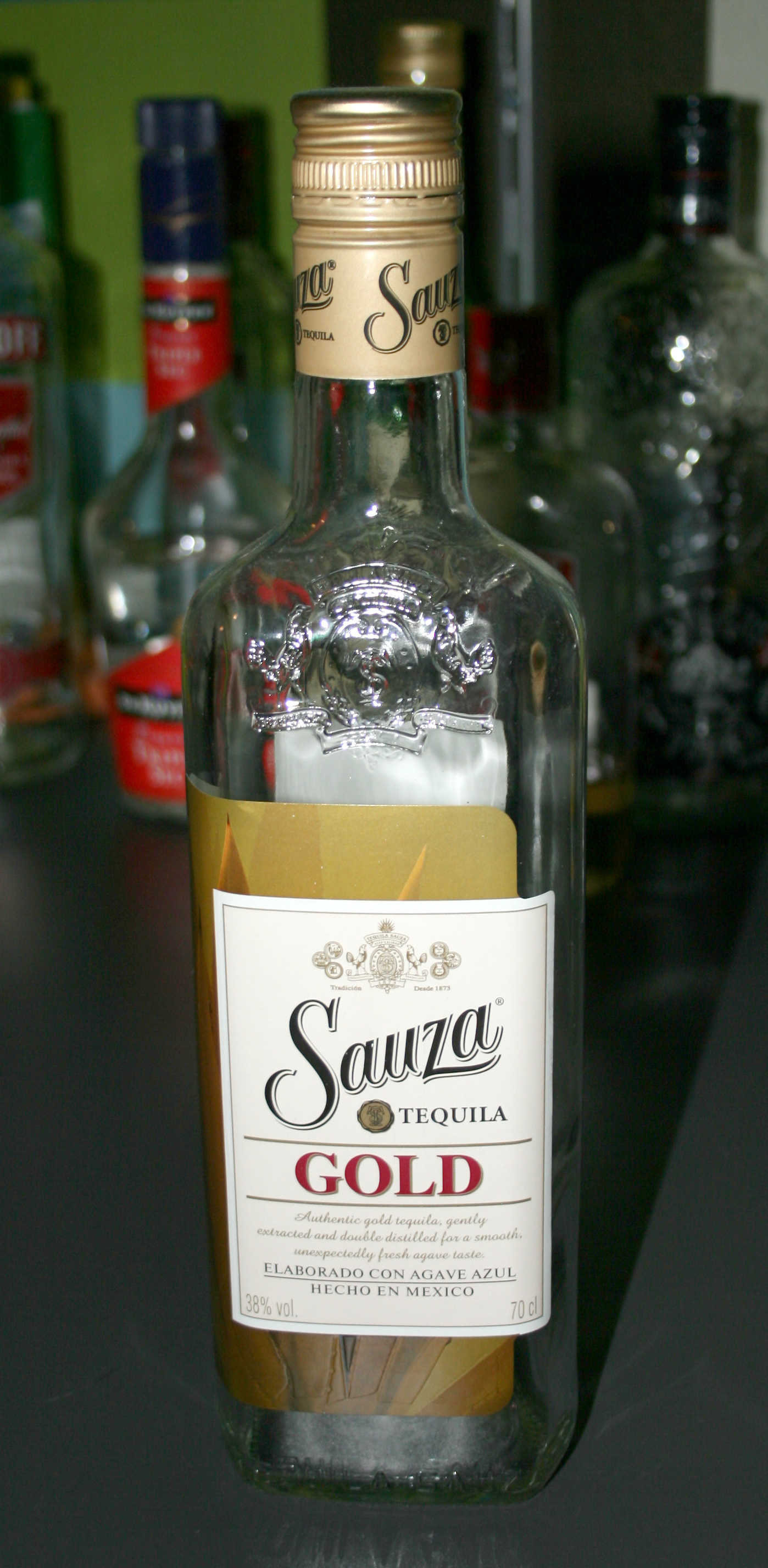
Een fles Sauza Gold

Sauza is een van oorsprong Mexicaans tequilamerk. Het wordt verkocht in twee variëteiten:
- Sauza Blanco Tequila (38% alcohol)
- Sauza Gold Tequila (38% alcohol)

## Geschiedenis
De geschiedenis van dit merk gaat verder dan 130 jaar terug. In 1873 kocht een jonge man genaamd Don Cenobio Sauza zijn eerste eigen distilleerderij in Mexico en veranderde het lokale agave-drankje (Vino Mezcal) in de wereldbekende alcoholische drank genaamd "tequila". Hij creëerde de eerste tequila-generatie en werd de eerste persoon die de tequila exporteerde naar de Verenigde Staten. 
Don Cenobio Sauza was ook de eerste persoon die goede kwaliteit tequila leverde. Hij stelde hoge eisen aan de productie ervan. Dit zorgde voor een zachtere, frisse smaak. 
Zijn zoon, Don Eladio Sauza, nam zijn werk over in 1906. Hij moderniseerde de distilleerderij, waardoor hij zijn vaders recept verbeterde. In de jaren '20 introduceerde hij twee nieuwe tequila's die hij Sauza Gold en Sauza Blanco noemde. De vaten waarin de tequila werd verkocht werden omgeruild voor flessen.
Tot de dag van vandaag worden de recepten geperfectioneerd. De tequila wordt nog steeds in Mexico gemaakt in de distilleerderij genaamd "La Perserverancia".